# Berlinale 2014
La Berlinale 2014, 64e édition du festival international du film de Berlin (64. Internationalen Filmfestspiele Berlin), se déroule du 6 au 16 février 2014.

## Déroulement et faits marquants

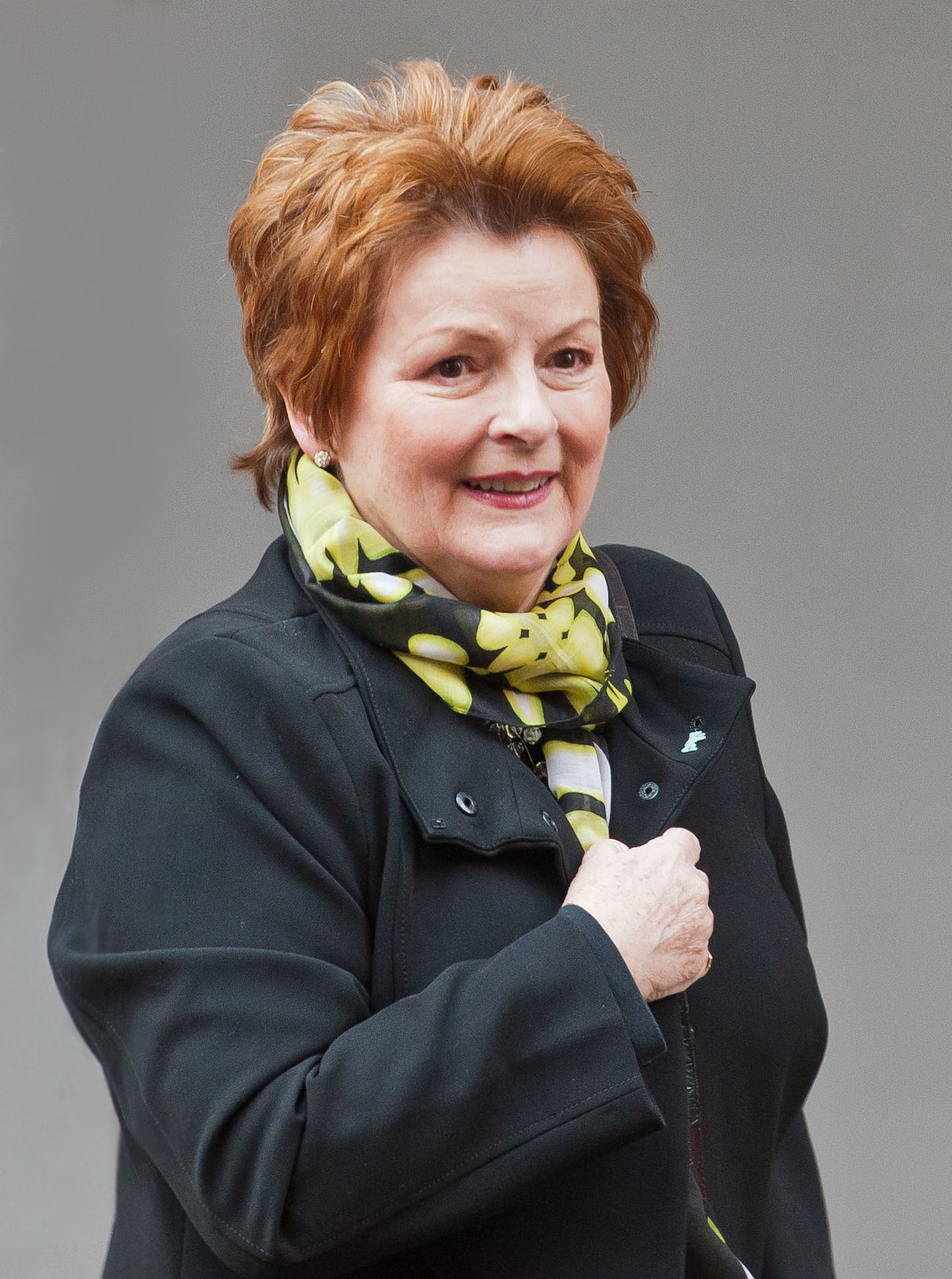
Brenda Blethyn lors du 64e Festival de Berlin

Le 5 novembre 2013 on apprend que le film The Grand Budapest Hotel de Wes Anderson fera l'ouverture et sera en compétition pour l'Ours d'or. Parmi la distribution se trouve Tilda Swinton, présidente de la Berlinale 2009.
Le 8 novembre 2013 on apprend que le film The Monuments Men de George Clooney sera présenté en sélection officielle. Clooney avait déjà présenté Confessions d'un homme dangereux en tant que réalisateur à la Berlinale 2003.
Le 29 novembre 2013 les organisateurs de la Berlinale annoncent que c'est Ken Loach qui recevra l'Ours d'or d'honneur,. Il succède ainsi à Claude Lanzmann.
Le 17 décembre 2013 une partie de la sélection est dévoilée, dont le nouveau film d'Alain Resnais Aimer, boire et chanter, et Aloft de Claudia Llosa, qui remporta l'Ours d'or lors de la Berlinale 2009 pour Fausta.
Nymphomaniac de Lars von Trier sera présenté hors compétition ont annoncé les organisateurs de la Berlinale le 20 décembre 2013,. Charlotte Gainsbourg est l'héroïne de ce film, et elle était membre du jury lors de la Berlinale 2012. Le même jour sont annoncés les films de la section Panorama, dont Yves Saint Laurent de Jalil Lespert et avec Pierre Niney, Guillaume Gallienne et Charlotte Le Bon.
Le jury est dévoilé le 14 janvier 2014. Christoph Waltz est juré, poste qu'il a occupé durant le dernier Festival de Cannes.
La sélection complète est dévoilée le 15 janvier 2014,.

## Jury

### Jury international
| Nom | Nom                               | Qualité             | Nationalité |
| --- | --------------------------------- | ------------------- | ----------- |
| t   | James Schamus (président du jury) | producteur          | États-Unis  |
|     | Barbara Broccoli                  | productrice         | États-Unis  |
|     | Trine Dyrholm                     | actrice             | Danemark    |
|     | Mitra Farahani                    | peintre et cinéaste | Iran        |
|     | Greta Gerwig                      | actrice             | États-Unis  |
|     | Michel Gondry                     | réalisateur         | France      |
|     | Tony Leung                        | acteur              | Chine       |
|     | Christoph Waltz                   | acteur              | Autriche    |

### Autres jurys

#### Jury international des courts métrages
- Edwin  Indonésie
- Nuno Rodrigues  Portugal
- Christine Tohme  Liban[13]

#### Jurys Generation
Generation 14Plus
- Laura Astorga Carrera  Costa Rica
- Jan Soldat  Allemagne
- N. Bird Runningwater  États-Unis[14]

Generation Kplus
- Catriona McKenzie  Australie
- Christian Bellaj  Allemagne
- Boudewijn Koole  Pays-Bas[14]

#### Jury Best First Feature Award
- Nancy Buirski  États-Unis
- Valeria Golino  Italie
- Hernán Musaluppi  Argentine[15]

## Sélections

### Compétition
La sélection officielle en compétition se compose de 20 films.
| Titre                                            | Titre original                | Réalisation         | Pays                               | Distribution                                            |
| ------------------------------------------------ | ----------------------------- | ------------------- | ---------------------------------- | ------------------------------------------------------- |
| 71                                               | ’71                           | Yann Demange        | Royaume-Uni                        | Jack O'Connell, Sean Harris, Richard Dormer             |
| Aimer, boire et chanter                          |                               | Alain Resnais       | France                             | Sabine Azéma, Sandrine Kiberlain, André Dussollier      |
| L'Attrape-rêves                                  | Aloft                         | Claudia Llosa       | Espagne Canada France              | Jennifer Connelly, Mélanie Laurent, Cillian Murphy      |
| Blind Massage                                    | Tui Na                        | Lou Ye              | Chine France                       | Hao Qin, Xiaodong Guo, Lei Zhang                        |
| Chemin de croix                                  | Kreuzweg                      | Dietrich Brüggemann | Allemagne                          | Lea van Acken, Franziska Weisz, Florian Stetter         |
| Les Sœurs bien-aimées (Die geliebten Schwestern) |                               | Dominik Graf        | Allemagne                          | Hannah Herzsprung, Florian Stetter, Henriette Confurius |
| Stratos                                          | Το Μικρό Ψάρι, To mikro psari | Yannis Economides   | Grèce Allemagne Chypre             | Vangelis Mourikis, Vicky Papadopoulou, Petros Zervos    |
| Black Coal                                       | Bái rì yàn huǒ                | Diao Yi'nan         | Chine                              | Liao Fan, Lun Mei Gwei, Xuebing Wang                    |
| Boyhood                                          |                               | Richard Linklater   | États-Unis                         | Patricia Arquette, Ethan Hawke, Ellar Coltrane          |
| The Grand Budapest Hotel (film d'ouverture)      |                               | Wes Anderson        | États-Unis                         | Ralph Fiennes, Saoirse Ronan, Tilda Swinton             |
| Histoire de la peur                              | Historia del miedo            | Benjamin Naishtat   | Argentine Uruguay Allemagne France | Jonathan Da Rosa, Claudia Cantero, Mirella Pascual      |
| Entre deux mondes                                | Zwischen Welten               | Feo Aladag          | Allemagne                          | Ronald Zehrfeld                                         |
| Refroidis                                        | Kraftidioten                  | Hans Petter Moland  | Norvège                            | Stellan Skarsgård, Bruno Ganz, Pål Sverre Hagen         |
| Jack                                             |                               | Edward Berger       | Allemagne                          | Ivo Pietzcker, Georg Arms, Luise Heyer                  |
| La Maison au toit rouge                          | Chiisai Ouchi                 | Yōji Yamada         | Japon                              | Takako Matsu, Haru Kuroki, Hidetaka Yoshioka            |
| Le Petit Homme                                   | Macondo                       | Sudabeh Mortezai    | Autriche                           | Ramasan Minkailov, Aslan Elbiev, Kheda Gazieva          |
| No Man's Land                                    | Wu ren qu                     | Ning Hao            | Chine                              | Zheng Xu, Nan Yu, Huang Bo                              |
| Praia do Futuro                                  |                               | Karim Aïnouz        | Brésil Allemagne                   | Wagner Moura, Clemens Schick, Jesuita Barbosa           |
| La Troisième Rive                                | La tercera orilla             | Celina Murga        | Argentine                          | Lea van Acken, Franziska Weisz, Florian Stetter         |
| La Voie de l'ennemi                              | Enemy Way                     | Rachid Bouchareb    | France Algérie États-Unis Belgique | Forest Whitaker, Harvey Keitel, Brenda Blethyn          |

### Hors compétition
3 films sont présentés hors compétition.
| Titre                 | Titre original | Réalisation     | Pays                               | Distribution                                                                         |
| --------------------- | -------------- | --------------- | ---------------------------------- | ------------------------------------------------------------------------------------ |
| Monuments Men         |                | George Clooney  | États-Unis                         | Matt Damon, George Clooney, Cate Blanchett, Bill Murray, John Goodman, Jean Dujardin |
| Nymphomaniac Volume I |                | Lars von Trier  | Danemark Allemagne France Belgique | Charlotte Gainsbourg, Stellan Skarsgård, Stacy Martin, Shia LaBeouf                  |
| La Belle et la Bête   |                | Christophe Gans | France Allemagne                   | Vincent Cassel, Léa Seydoux, André Dussollier                                        |

### Berlinale Special
| Titre                                                               | Titre original                                        | Réalisation                  | Pays                          |
| ------------------------------------------------------------------- | ----------------------------------------------------- | ---------------------------- | ----------------------------- |
| Up and Down                                                         |                                                       | Pascal Chaumeil              | Royaume-Uni Allemagne         |
| American Bluff                                                      | American Hustle                                       | David O. Russell             | États-Unis                    |
| Cesar Chavez                                                        |                                                       | Diego Luna                   | États-Unis                    |
| The Dark Valley                                                     | Das finstere Tal                                      | Andreas Prochaska            | Autriche Allemagne            |
| Dans la cour                                                        |                                                       | Pierre Salvadori             | France                        |
| Diplomatie                                                          |                                                       | Volker Schlöndorff           | France Allemagne              |
| The Galapagos Affair: Satan Came to Eden                            |                                                       | Dayna Goldfine, Dan Geller   | États-Unis                    |
| The Hundred-Year-Old Man Who Climbed Out the Window and Disappeared | Hundraåringen som klev ut genom fönstret och försvann | Felix Herngren               | Suède                         |
| Someone You Love                                                    | En du Elsker                                          | Pernille Fischer Christensen | Danemark                      |
| The Turning                                                         |                                                       | 17 réalisateurs              | Australie                     |
| The Two Faces of January                                            |                                                       | Hossein Amini                | Royaume-Uni États-Unis France |
| We Come as Friends                                                  |                                                       | Hubert Sauper                | Autriche France               |

### Panorama
| Titre                         | Titre original                | Réalisation                    | Pays                      |
| ----------------------------- | ----------------------------- | ------------------------------ | ------------------------- |
| 2030                          | Nước                          | Nguyễn-Võ Nghiêm-Minh          | Viêt Nam                  |
| Arrête ou je continue         |                               | Sophie Fillières               | France                    |
| The Better Angels             |                               | A.J. Edwards                   | États-Unis                |
| Blind                         |                               | Eskil Vogt                     | Norvège Pays-Bas          |
| Brides                        | Patardzlebi                   | Tinatin Kajrishvili            | Géorgie France            |
| Calvary                       |                               | John Michael McDonagh          | Irlande Royaume-Uni       |
| Cracks in Concrete            | Risse im Beton                | Umut Dağ                       | Autriche                  |
| Difret                        |                               | Zeresenay Berhane Mehari       | Éthiopie                  |
| Fever                         | Fieber                        | Elfi Mikesch                   | Autriche Luxembourg       |
| Güeros                        |                               | Alonso Ruizpalacios            | Mexique                   |
| Highway                       |                               | Imtiaz Ali                     | Inde                      |
| Hoje eu quero voltar sozinho  |                               | Daniel Ribeiro                 | Brésil                    |
| Homeland                      | 家路, Ieji                    | Nao Kubota                     | Japon                     |
| Ice Poison                    | 冰毒, Bing Du                 | Midi Z                         | Taïwan Birmanie           |
| I'm Not Angry!                | Asabani Nistam!               | Reza Dormishian                | Iran                      |
| In Grazia di Dio              |                               | Edoardo Winspeare              | Italie                    |
| Is the Man Who Is Tall Happy? |                               | Michel Gondry                  | France                    |
| The Lamb                      | Kuzu                          | Kutluğ Ataman                  | Turquie Allemagne         |
| Land of Storms                | Viharsarok                    | Adam Császi                    | Hongrie                   |
| Love Is Strange               |                               | Ira Sachs                      | États-Unis                |
| The Man of the Crowd          | O Homem das Multidões         | Marcelo Gomes et Cao Guimarães | Brésil                    |
| The Midnight After            |                               | Fruit Chan et Cao Guimarães    | Hong Kong Chine           |
| The Night                     | Ye                            | Hao Zhou                       | Chine                     |
| Night Flight                  |                               | Leesong Hee-il                 | Corée du Sud              |
| Papilio Buddha                |                               | Jayan Cherian                  | Inde, États-Unis          |
| Quick Change                  |                               | Eduardo Roy Jr.                | Philippines               |
| The Rice Bomber               | 白米炸彈客, Bai Mi Zha Dan Ke | Cho Li                         | Taïwan                    |
| Standing Aside, Watching      | Na kathese ke na kitas        | Yorgos Servetas                | Grèce                     |
| Stereo                        |                               | Maximilian Erlenwein           | Allemagne                 |
| Superegos                     | Über-Ich und Du               | Benjamin Heisenberg            | Allemagne Suisse Autriche |
| That Demon Within             | Mo Jing                       | Dante Lam                      | Hong Kong Chine           |
| Test                          |                               | Chris Mason Johnson            | États-Unis                |
| Things People Do              |                               | Saar Klein                     | États-Unis                |
| Triptyque                     |                               | Robert Lepage et Pedro Pires   | Canada                    |
| Unfriend                      |                               | Joselito Altarejos             | Philippines               |
| Le Voyage en Occident         | 西遊, Xi You                  | Tsai Ming-liang                | France Taïwan             |
| Yves Saint Laurent            |                               | Jalil Lespert                  | France                    |

### Forum
| Titre | Titre original | Réalisation | Pays |
| ----- | -------------- | ----------- | ---- |

### Generation
| Titre | Titre original | Réalisation | Pays |
| ----- | -------------- | ----------- | ---- |

### Berlinale Classics
| Titre                          | Titre original              | Réalisation          | Pays (date)               |
| ------------------------------ | --------------------------- | -------------------- | ------------------------- |
| Fin d'automne                  | 秋日和, Akibiyori           | Yasujirō Ozu         | Japon (1960)              |
| Caravaggio                     | Caravaggio                  | Derek Jarman         | Royaume-Uni (1986)        |
| Le Cabinet du docteur Caligari | Das Cabinet des Dr Caligari | Robert Wiene         | Allemagne (1920)          |
| Allemagne, mère blafarde       | Deutschland, bleiche Mutter | Helma Sanders-Brahms | Allemagne de l'Est (1980) |
| Le Héros                       | নায়ক, Nayak                  | Satyajit Ray         | Inde (1966)               |
| La Fureur de vivre             | Rebel Without a Cause       | Nicholas Ray         | États-Unis (1955)         |

## Palmarès

### Compétition officielle
| Prix                                                  | Attribué à                                       | Pays                  |
| ----------------------------------------------------- | ------------------------------------------------ | --------------------- |
| Ours d'or                                             | Black Coal de Diao Yi'nan,                       | Chine Hong Kong       |
| Grand prix du jury                                    | The Grand Budapest Hotel de Wes Anderson         | Allemagne Royaume-Uni |
| Ours d'argent du meilleur réalisateur                 | Richard Linklater pour Boyhood                   | États-Unis            |
| Ours d'argent du meilleur acteur                      | Liao Fan pour Black Coal                         | Chine                 |
| Ours d'argent de la meilleure actrice                 | Haru Kuroki pour The Little House                | Japon                 |
| Ours d'argent du meilleur scénario                    | Anna et Dietrich Brüggemann pour Chemin de croix | Allemagne             |
| Ours d'argent de la meilleure contribution artistique | Blind Massage de Lou Ye                          | Chine                 |
| Prix Alfred Bauer                                     | Aimer, boire et chanter d'Alain Resnais          | France                |

### Best First Feature Award
| Prix                  | Attribué à                   | Pays    |
| --------------------- | ---------------------------- | ------- |
| Meilleur premier film | Güeros d'Alonso Ruizpalacios | Mexique |

### Prix spéciaux
| Prix                   | Attribué à       | Pays        |
| ---------------------- | ---------------- | ----------- |
| Ours d'or d'honneur    | Ken Loach        | Royaume-Uni |
| Caméra de la Berlinale | Karl Baumgartner | États-Unis  |

### Jurys indépendants
- Prix FIPRESCI :
  - Compétition : Aimer, boire et chanter d'Alain Resnais
  - Panorama : Au premier regard (Hoje eu quero voltar sozinho) de Daniel Ribeiro
  - Forum : Forma de Ayumi Sakamoto
- Prix du jury œcuménique :
  - Compétition : Chemin de croix (Kreuzweg) de Dietrich Brüggemann
    - Mention : 71 de Yann Demange

  - Panorama : Calvary de John Michael McDonagh
    - Mention : Triptyque de Robert Lepage et Pedro Pires

  - Forum : Sto spiti (At Home) de Athnasios Karanikolas
- Teddy Award :
  - Meilleur film : Hoje eu quero voltar sozinho (Au premier regard) de Daniel Ribeiro ex æquo Fever (Fieber) de Elfi Mikesch
  - Meilleur documentaire/essai : Le Cercle (Der Kreis) de Stefan Haupt
  - Meilleur court métrage : Mondial 2010 de Roy Dib
  - Teddy du jury : Pierrot Lunaire de Bruce LaBruce
  - Prix des lecteurs de Siegessäule : 52 Tuesdays de Sophie Hyde
  - Teddy d'honneur : Elfi Mikesch
  - Teddy d'honneur : Rosa von Praunheim
  - Prix David Kato Vision & Voice : Sou Sotheavy (activiste transgenre cambodgienne)
- Prix du public Panorama :
  - Meilleure fiction : Difret, de Zeresenay Berhane Mehari
  - Meilleur documentaire : Le Cercle (Der Kreis, 2014), film suisse de Stefan Haupt
- Prix GWFF :
- Prix CICAE :
  - Panorama : The Lamb (Kuzu) de Kutluğ Ataman
  - Forum : La Femme de compagnie (She's Lost Control) de Anja Marquardt
- Prix Caligari : Das große Museum de Johannes Holzhausen
- Label Europa Cinemas : Blind de Eskil Vogt
- Prix de la Gilde deutscher Filmkunsttheater : Boyhood de Richard Linklater
- Ours de cristal :
  - Generation Kplus : Hitono nozomino yorokobiyo de Masakazu Sugita
  - Generation 14plus : Ártico (ärtico) de Gabriel Velázquez

### Shooting Stars
Les dix meilleurs jeunes acteurs européens de l'année sont :
- Danica Curcic pour On The Edge (Lev stærkt)  Danemark
- Maria Dragus pour Summer Outside (Draußen ist Sommer)  Allemagne
- Miriam Karlkvist pour South Is Nothing (Il Sud è Niente)  Italie
- Marwan Kenzari pour Wolf  Pays-Bas
- Jakob Oftebro pour Victoria  Norvège
- Mateusz Kościukiewicz pour Aime et fais ce que tu veux (W imię...)  Pologne
- Cosmina Stratan pour Beyond The Hills (Dupa dealuri)  Roumanie
- Nikola Rakocevic pour Circles (Кругови, Krugovi)  Serbie
- Edda Magnason pour Waltz for Monica (Monica Z)  Suède
- George MacKay pour For Those in Peril  Royaume-Uni